# Guillermo de Torroja
Guillermo de Torroja, fue obispo de Barcelona (1144–1171) y arzobispo de Tarragona (1171-1174).

## Orígenes familiares
Fue hijo de Bernardo Ecard y Valença, quienes eran los señores del castillo de Solsona y que tras su participación en la política expansionista llevada a cabo por el conde Ramon Berenguer IV y en especial en las conquistas de Tortosa (1148) y Lérida (1149) recibieron importantes concesiones, lo que permitió tanto a él como a sus hermanos alcanzar importantes puestos, como su hermano Arnau Torroja, que llegó a ser Gran Maestre de la Orden del Temple o Pedro, que fue Obispo de Zaragoza.
Su carrera eclesiástica inicia antes del 1133 ya que el 27 de enero de ese mismo año aparece como confirmante en la compra del obispo de Urgel, Pedro Berenguer a Armengol IV de Urgel de los valles de Andorra por 1.200 sueldos, igualmente el 25 de diciembre de 1135 ya aparece como archidiácono en Urgell en una donación a Santa María de Solsona.

## Obispo de Barcelona
Entre la muerte de su predecesor Arnau Ermengol, sucedida en marzo del 1143 en la ciudad pontificia, y el primer documento de Guillermo como obispo de Barcelona, datado al 10 de febrero de 1144, no se sabe quién fue el administrador temporal o si lo hubo debido a la falta de documentos.
En el año 1149, como obispo de Barcelona participó en la toma de Lérida a los sarracenos. Mantuvo buena amistad con el conde de Barcelona Ramón Berenguer IV y el papa Alejandro III.
Con fecha 17 de julio de 1173 siendo arzobispo de Tarragona firmó con el rey Alfonso II de Aragón una concordia relativa a los derechos señoriales. Aceptó el levantamiento del destierro de los hijos de Robert d'Aguiló.
Sus restos reposan en la capilla de Santa Bárbara de la catedral de Tarragona.